# Pauline Rita
Pauline Rita (1842 – 28 giugno 1920) è stata un soprano e attrice britannica.
Durante i suoi primi anni di carriera, fu più conosciuta per le sue esibizioni in operette e opere comiche al Théâtre national de l'Opéra-Comique e fu associata all'impresario Richard D'Oyly Carte. Più tardi, sposò il flautista John Radcliff e i due si esibirono insieme per molti anni.

## Biografia

### Oratorio ed operetta
Nel 1872 Pauline Rita partecipò a un recital congiunto con Charles Santley alla St James's Hall di Londra. Nello stesso anno cantò nell'oratorio  di Händel, Athalia a Glasgow, dove il critico locale non si lasciò impressionare: "La signorina Rita ha una voce quasi sempre intonata, ma di una qualità stridula e antipatica e indulge ogni tanto in quel fatale vibrato a cui abbiamo tanto spesso obiettato". Nel 1874 si esibì nella compagnia di operetta di Richard D'Oyly Carte all'Opera Comique, in The Broken Branch, una versione inglese di La branch cassée di Gaston Serpette, in cui riceve migliori critiche: "Madame Pauline Rita ha ottenuto un trionfo nella sua prima apparizione sul palco, possiede una voce di singolare flessibilità, si comporta bene e sembra attraente". Nel dicembre del 1874 interpretò il ruolo principale del Principe de Conti in Les Prés St. Gervais di Charles Lecocq al Criterion Theatre. L'anno seguente, interpretò il ruolo della protagonista, Clairette Angot, in una  ripresa di La fille de Madame Angot di Lecocq all'Opera Comique, che sostituì La Périchole in cartellone con Trial by Jury. Nell'ottobre dello stesso anno apparve come Barbara in La torre di Londra di Alfred Cellier al Prince's Theatre di Manchester.
Nel gennaio del 1876 al Royalty Theatre apparve sotto la direzione di Carte come Gustave Muller in The Duke's Daughter. Il 5 maggio 1876 Rita fu la beneficiaria di una matinée speciale al Princess's Theatre alla quale contribuirono Selina Dolaro, la signora Howard Paul, Arthur Cecil e molti altri e Alfred Cellier diresse la sua operetta Dora's Dream. Quell'estate ripeté i suoi ruoli di Gustave Miller ed interpretò anche Plaintiff in Trial by Jury in tournée con l'Opera Bouffe Company di Carte (con Carte stesso come direttore musicale). Nel 1877, in uno spettacolo a beneficio di Henry Compton, descritto da The Era come "innegabilmente il più grande evento conosciuto negli annali del palcoscenico", Rita interpretò Plaintiff in una esecuzione da star di Trial by Jury, diretta da Arthur Sullivan, con W.S. Gilbert come il socio, Arthur Cecil come usciere, W.H. Cummings come l'imputato e famosi esecutori come George Grossmith, W.S. Penley, Kate Bishop e Marion Terry nel coro.
Oltre alla Plaintiff, Rita interpretò due ruoli di Gilbert e Sullivan: uno per D'Oyly Carte e uno no. Interpretò Aline in The Sorcerer in una tournée a Liverpool nel marzo 1878 e nel settembre 1879 interpretò Josephine in H.M.S. Pinafore nella produzione montata dagli ex soci di Carte nella Comedy Opera Company dopo che si era separato da loro. Non tornò mai alla gestione di D'Oyly Carte. Durante la fine del 1870 Rita si esibì con la compagnia d'opera di Charles Morton all'Opera Comique.

### Ultimi anni
Nel 1881 la voce di Rita soffrì per eccesso di lavoro e si trasferì in Australia per riposare e stare con la famiglia. Nel gennaio 1884 sposò il celebre flautista John Radcliff (1842-1917), con il quale si era fidanzata a Londra nel 1881. Insieme organizzarono una tournée di tre anni in Australia e Nuova Zelanda nel 1884-86. Tornando in Gran Bretagna, continuarono a presentare il programma che avevano perfezionato nella tournée: "Flutes of All Ages: Mr. Radcliff ...che suona con venti diverse selezioni di strumenti musica di tutti i paesi e di tutti i tempi. Lo spettacolo è stato reso vario da canzoni, interpretate con grande abilità vocale da Madame Pauline Rita". In seguito svilupparono questo spettacolo chiamandolo Pan to Pinafore e lo presentarono in Gran Bretagna per diversi anni con grande successo.
Rita intraprese alcune lezioni di canto e il suo successo fu notato dalla stampa. Negli anni successivi divenne cieca. Morì nella sua casa di Kensington, a Londra, dopo una lunga malattia.